# Der Polizeichef
Der Polizeichef ist eine US-amerikanische Polizeiserie, die zwischen 1991 und 1995 für ABC produziert wurde. Es gab insgesamt 94 einstündige Folgen.

## Inhalt
Hauptfigur der Serie ist der Polizeichef Tony Scali, der der Polizei der fiktiven Kleinstadt Eastbridge im US-Bundesstaat New York vorsteht. Er ist übergewichtig und leicht ergraut, hat sich aber vom Streifenpolizisten hochgearbeitet und kennt seinen Job und dessen Gefahren genau. Deshalb wird er von seinen Untergebenen geachtet und liebevoll Commish (kurz für Commissioner) genannt. Tony löst seine Probleme häufig mit Humor und Kreativität statt mit Gewalt und Kraft.
Eine wichtige Rolle in Tonys Leben spielen seine Frau Rachel und seine Kinder, der Teenager David und das Baby Sarah. Einziger Störfaktor in der harmonischen Familie ist Tonys arbeitsloser Schwager Arnie, der allen mit seinen verrückten Ideen auf die Nerven geht.
Ein großer Teil der Serie beschäftigte sich mit dem Familienleben von Tony und seinen Kollegen. Außerdem wurden Themen wie Rassismus, Homophobie, Drogenkonsum, Benachteiligung von Behinderten, Sexueller Missbrauch von Kindern, illegale Einwanderer und Vergewaltigungen thematisiert.

## Produktion
Die Serie basiert auf den Erlebnissen des echten New Yorker Police Commissioners Tony Schembri. Obwohl die Serie in den USA spielte, wurde sie hauptsächlich in Vancouver, Kanada gedreht. Chiklis war laut Drehbuch etwa zehn Jahre jünger als Tony Scali zu dieser Zeit, also musste er seine Kleidung ausstopfen und durfte seinen Kopf nicht rasieren. Obwohl die Serie für ABC lief, war sie ursprünglich von CBS geplant. Unüberbrückbare Differenzen bei der Besetzung zwischen CBS und Stephen J. Cannell beendeten diese Zusammenarbeit. Sarah Scali, Tonys Tochter, wurde von den Zwillingen Dayna und Justine Cornborough gespielt.

## Auszeichnungen
1993 und 1994 wurde die Serie für eine Reihe von Auszeichnungen nominiert:
- Stephen Kronish für das beste Drehbuch der Folge Der Stolz der alten Männer (Rising Sun) für den Edgar Allan Poe Award.
- verschiedene Mitglieder des Stabs für den Emmy
- Theresa Saldana als beste weibliche Nebenrolle für den Golden Globe Award
- Kaj-Erik Eriksen als bester Jungdarsteller in einer Nebenrolle für den Young Artist Award

1996 erhielt Theresa Saldana den NCLR Bravo Award als beste Seriendarstellerin.